# Rino Ferrario
Pour les articles homonymes, voir Ferrario.
Rino Ferrario (né le 7 décembre 1926 à Albiate Brianza dans la province de Monza et de la Brianza, et mort le 19 septembre 2012 à Turin ) est un joueur international de football italien.

## Biographie

### Club
Surnommé Il Leone di Belfast ou encore Mobilia pour son physique de joueur de rugby (il fut l'un des internationaux les plus forts physiquement de l'histoire de l'équipe d'Italie). Il était réputé comme un milieu défensif difficile à passer. 
Il devient rapidement titulaire à la Juventus ; arrivé au club pour pallier le départ de Carlo Parola. À la Juventus (où il dispute son premier match le 19 novembre 1950 lors d'un succès 1-0 contre Côme), il remporte deux championnats, le premier en 1951-52 et l'autre en 1957-58 ainsi qu'une Coppa Italia avant de finir sa carrière au Torino à 35 ans.

### Sélection
Il fut l'un des cinq joueurs appelés en sélection nationale italienne pour la coupe du monde 1954 qui ne joua pas un seul match (avec Cervato, Costagliola, Gratton et Pivatelli).
Ferrario fut un grand compétiteur, célèbre pour son agressivité. En 1955 à Budapest en Hongrie lors d'un match comptant pour la coupe internationale 1955-1960, il provoqua une émeute à la suite de la défaite italienne 2-0 entre les joueurs italiens et les Hongrois de Sándor Kocsis.
Convoqué à treize reprises avec les Azzurri, Ferrario joue en tout dix matchs entre 1952 et 1958.

## Palmarès
Juventus
- Championnat d'Italie (2) :
  - Champion : 1951-52 et 1957-58.
  - Vice-champion : 1952-53 et 1953-54.

- Coupe d'Italie (1) :
  - Vainqueur : 1958-59.